# Моя блестящая карьера (сериал)
«Моя блестящая карьера» (англ. My Brilliant Career) — будущий австралийский исторический сериал по одноимённому роману австралийской писательницы Майлз Франклин. Главную роль сыграет Филиппа Нортхест.
Премьера состоится на Netflix.

## Сюжет
Сюжет сериала рассказывает о Сибилле, девушке, выросшей в сельском городке в Австралии в начале XX-го века, и мечтающей стать писательницей. Её планы нарушаются из-за начинающегося романа с молодым человеком по имени Гарри.

## В ролях
- Филиппа Нортхест — Сибилла
- Кристофер Чунг — Гарри
- Анна Чанселлор — миссис Босье
- Женевьев О’Райли — Хелен
- Кейт Мулвани — Огаста
- Джейк Данн — Фрэнк
- Александр Англанд — Юлия
- Шерри-Ли Уотсон — Нелл
- Миа Мэдден — Бетти

## Производство
«Моя блестящая карьера» — историческая драма, основанная на одноимённом романе 1901 года австралийской писательницы Майлз Франклин. Роман часто оказывается в списках литературы для чтения в австралийских школьных программах, а экранизация 1979 года, снятая австралийским режиссёром Джилиан Армстронг, принесла международную славу Джуди Дэвис и Сэму Нилу, сыгравшим Сибиллу и Гарри.
В июне 2025 года Netflix заказал сериал из шести эпизодов. Лиз Дораон стала разработчиком и шоураннером сериала, сценаристами стали Дораон, Сарина Масукор и Рэйчел Тёрк.
Элисса Макклелланд снимет первые три эпизода, а Энн Рентон оставшиеся эпизоды и выступит в качестве сопродюсера.
В июне 2025 года было объявлено, что Филиппа Нортхест возглавит актёрский состав, также в актёрский состав вошли Кристофер Чунг, Анна Чанселлор и Женевьев О’Райли, Кейт Мулвани, Джейк Данн, Александр Англанд, Шерри-Ли Уотсон и Миа Мэдден.
Съёмки проходят в Южной Австралии с июня 2025 года.
Сериал также снимается в студиях Аделаиды и других локациях при поддержке Южноавстралийской киносоюза, и примерно 400 местных актёров и членов съёмочной группы работают над сериалом.. Это самая дорогая телевизионная продукция, когда-либо созданная в Южной Австралии, бюджет которой составляет около 17 миллионов австралийских долларов.
Премьера состоится на Netflix.